# 岸加奈子
岸 加奈子（きし かなこ、1962年10月28日 -）は、日本の女優。本名、指田 加奈子。
東京都出身。富士見丘高等学校卒業。糟谷企画に所属していた。

## 人物
一般映画『Wの悲劇』にてデビュー。再末期のにっかつロマンポルノで主演女優となるが、間もなく買い取り作品から独立系のピンク映画に活動の場を移行。瀬々敬久、サトウトシキといった作家性の強い監督たちに常連女優として起用され、特に主演兼監督である佐野和宏とは連続13本の作品で不動のコンビを組んだ。
1989年には、特撮作品『高速戦隊ターボレンジャー』の姫暴魔ジャーミン役でレギュラーを半年間務めた。
特技は、日舞。

## 出演

### 成人映画
1987年
- 妖艶 肉縛り
- HOT STAFF 快感SEXクリニック
- 赤い縄〜果てるまで〜

1988年
- 地下鉄連続レイプ 愛人狩り
- SEX万葉集 シャボン玉伝説
- 兄貴の嫁さん いん夢

1989年
- 本番裏稼業
- ダブルレイプ
- 淫獣病棟 【白衣の悪魔】
- 人妻 口いっぱいの欲情
- 監禁 ワイセツな前戯
- 団鬼六 令嬢縄責め（令嬢たちの狂乱 ダブル縄祭り）

1990年
- 痴漢電車 パンティーの穴
- 人妻ONANIE 甘い痺れ
- 馬と女と犬
- 手錠暴行魔 いたぶる！
- 痴漢電車 りえのフンドシ
- 激撮!15人ONANIE
- 色情狂日記 超いんらん
- スペシャルレッスン変態性教育
- 若妻 しとやかな卑猥

1991年
- 変態性戯 みだらに苛めて！
- 衝撃!!純ナマ欲情写真
- 痴漢電車OL篇 愛と性欲の日々
- 爛熟性戯 うずく
- 発情不倫妻
- 極限セックス 牝臭
- 集団痴漢 人妻覗き

1992年
- 官能団地 悶絶異常妻
- 痴漢わいせつ覗き
- 痛絶!生入れギャル
- 特別(生)企画 ザ・投稿ビデオ
- 衝撃のセックス
- 痴漢ONANIE 覗き
- 不倫妻の性 快楽あさり
- 痴漢!女のうずき
- 禁男の園 ザ・制服レズ
- エロティックな情事 人妻
- 痴漢電車 いけない妻たち

1993年
- 変態テレフォンONANIE
- 本番裏快楽
- 寝室は不倫の匂い
- 狙われた初体験
- 不倫・母・娘
- ワイセツ隠し撮り 夫婦の寝室
- 奥様は覗き好き
- ニッポンの猥褻
- 性感極秘マッサージ 全身愛撫
- オフィスレディ 性感帯教育

1994年
- わいせつFAX 本番OL通信
- OL VS 人妻 盗聴プレイ
- 狂乱不倫妻 熱いうめき

1995年
- 倉沢まりや 本番羞恥心

1996年
- 禁じられた情事 不倫妻大股びらき

1997年
- 濡れ濡れ白衣 もっと奥まで

1998年
- 人妻銀行員 不倫密会
- 熟女ソープ 突きぬけ発射

1999年
- 好色夫婦 すすって欲しい
- 女ピアノ教師 ゆび誘い乱されて
- 喪服妻 うなじの残り香

2000年
- 痴漢バスいじめて濡らす

### 一般映画
1984年
- Wの悲劇

1988年
- ころがし涼太 激突!モンスターバス

1989年
- 高速戦隊ターボレンジャー - 姫暴魔ジャーミン

1991年
- ガッデム!!

1993年
- くまちゃん（？）

### オリジナルビデオ
1992年
- どチンピラ

1993年
- 日本一の悪女? 雅美のパワーオブラブ

1994年
- どチンピラ8

1996年
- 極妻のエロス 愛欲の生態
- 河原崎家の一族

1997年
- 人妻35才/未亡人22才
- 監禁逃亡 淫らな呪い

1998年
- 檻の中の令嬢

2005年
- 人妻 The Best 2

### テレビドラマ
1989年
- 愛と死の飯田線
- 高速戦隊ターボレンジャー - 姫暴魔ジャーミン
- 月影兵庫あばれ旅 第11話 - おたえ

1990年
- 火曜サスペンス劇場「電話の向こうに誰かいる?」
- 小京都ミステリー

1991年
- 松本清張作家活動40年記念ドラマスペシャル 一年半待て - 藤井好子